# کز چاکه
کز چاکه (انگلیسی: Kegs Chauke؛ زادهٔ ۸ ژانویهٔ ۲۰۰۳) بازیکن فوتبال است.
وی همچنین در تیم ملی فوتبال زیر ۱۸ سال انگلستان بازی کرده‌است.